# 钱沣墓
钱沣墓，位于中国云南省昆明市盘龙区（原属官渡区）龙泉街道林清社区清水木华小区西北门旁的钱沣公园内，是清朝乾隆名臣钱沣与原配秦氏的合葬墓，墓旁有其侧室鞠氏墓葬。
钱沣墓建于道光年间，墓碑已佚。1992年和2003年两次重修，1987年12月10日公布为第二批昆明市文物保护单位，2003年云南省人民政府公布为第六批省级文物保护单位。